# Маккой, Гарри
Гарри Маккой (англ. Harry McCoy; 10 декабря 1889, Филадельфия, штат Пенсильвания — 1 сентября 1937, Голливуд, штат Калифорния) — американский актёр и сценарист. С 1912 по 1935 год снялся в 155 фильмах.
Родился в Филадельфии, штат Пенсильвания, умер в Голливуде, штат Калифорния от сердечного приступа. Снялся в нескольких фильмах Чарли Чаплина.

## Избранная фильмография
- 1914 — Состоявшееся знакомство — полицейский
- 1914 — Деловой день Мэйбл — вор хот-догов
- 1914 — Ошибка Мэйбл — Гарри
- 1914 — Мейбл за рулём — бойфренд Мэйбл
- 1914 — Настигнутый в кабаре — жених Мэйбл
- 1914 — Семейная жизнь Мейбл — человек в баре
- 1914 — Его новая профессия — полицейский
- 1914 — Лицо на полу бара — один из выпивающих
- 1914 — Маскарадная маска — киноактёр
- 1914 — Необыкновенно затруднительное положение Мэйбл — возлюбленный
- 1914 — Реквизитор — пьяный зритель
- 1914 — Фэтти и Минни Хи-Хо — пьяница
- 1914 — Эти муки любви — полицейский
- 1920 — Гараж